# Lactose perméase

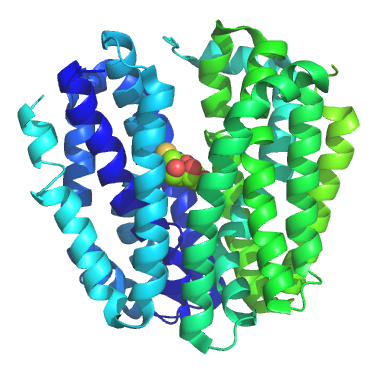
Structure du symport β-galactoside/proton, ou lactose perméase, d'E. coli.

La lactose perméase est une protéine membranaire de la major facilitator superfamily. Il s'agit d'un symport β-galactoside/proton qui utilise le gradient de concentration en ions H+ pour absorber des β-galactosides tels que le lactose. Elle est codée par le gène LacY de l'opéron lactose.

## Structure
La structure de la lactose perméase d'E. coli a été publiée en 2003 par J. Abramson et al.. Cette protéine est constituée de douze hélices transmembranaires et présente une symétrie d'ordre 2 entre les six hélices N-terminales et les six hélices C-terminales.
Le β-galactoside pénètre depuis le périplasme dans une poche aqueuse au centre de la protéine. Sa liaison à cette cavité déclenche un important changement conformationnel qui referme la poche du côté extracellulaire mais l'ouvre vers le cytoplasme.